# 鹤城街道
鹤城街道，是中华人民共和国浙江省丽水市青田县下辖的一个街道办事处。2012年由原鹤城镇分拆为鹤城街道、瓯南街道、油竹街道。

## 行政区划
鹤城街道下辖以下地区：
塔下社区、月里湾社区、鸣山社区、花园降社区、新建岭社区、东门社区、宝幢社区、清溪门社区、问鹤社区、西门社区、第一村、第二村、平演村、北岸村、城北村、仁塘湾村、金田村、黄降村、陈山村、石臼村、圩仁村、鹤东村和坦下村。
- 问鹤社区留宅塘
- 鹤城天主堂
- 西门桥
- 西门水碓坑
- 龙津路
- 景云大桥（网红桥）
- 龙东小区
- 月里湾社区消防路